# Karine Gonthier-Hyndman
Pour les articles homonymes, voir Hyndman.
Karine Gonthier-Hyndman est une actrice-comédienne québécoise née le 8 août 1984 à Ottawa. Elle s'est fait connaître du grand public pour ses rôles humoristiques dans la série web Like-moi ! et pour sa performance dans la série Les Simone. En mars 2020, elle incarne le rôle de Micheline dans la série C'est comme ça que je t'aime. 
Diplômée de l'École de théâtre de Saint-Hyacinthe en 2008, elle complète sa formation au Conservatoire d'art dramatique de Montréal en effectuant un stage en doublage en 2010.

## Carrière
Représentée par l'Agence RBL, Karine Gonthier-Hyndman cumule de nombreux rôles à l'écran comme sur la scène.

## Filmographie

### Cinéma
- 2010 : Romance (court métrage) de Mathieu Handfield : la fille
- 2011 : Starbuck de Ken Scott : infirmière
- 2011 : Steve Carignan - Défenseur étoile de Rémi St-Michel (en) : Karen
- 2011 : Henry (court métrage) d'Yan England : Sylvie, l'infirmière
- 2011 : Première neige (court métrage) de Michaël Lalancette : médecin
- 2014 : La Volupté (court métrage) de Sarianne Cormier
- 2017 : Le Trip à trois de Nicolas Monette : Corine Boulay
- 2021 : Babatoura (court métrage) de Guillaume Collin : Caroline
- 2021 : Frimas (court métrage) de Marianne Farley : Kara
- 2022 : Falcon Lake de Charlotte Le Bon : Louise, la mère de Chloé
- 2022 : Au grand jour de Emmanuel Tardif (en) : la mère d'Hélène
- 2023 : L'Ouragan F.Y.T. d'Ara Ball (en) : la prof
- 2025 : Deux Femmes en or de Chloé Robichaud : Florence

### Télévision
- 2008 : Juste pour rire : Les Gags : rôles variés
- 2008 : La Grosse Vie : touriste
- 2008 : Les Sœurs Elliot : l'habilleuse
- 2008 : Tout sur moi : la nouvelle flamme de Fabien
- 2008 - 2010 : L'Auberge du chien noir : cliente
- 2009 : Virginie : infirmière
- 2009 : La Promesse : cliente du bar
- 2009 : Toute la vérité : maîtresse
- 2010 : Nous avons les images : divers rôles
- 2010 : Trauma (série télévisée, 2010) : Mélanie Vaillancourt
- 2011-2012 : 30 vies :  l'amie de Karine Pagé
- 2013 : Les Beaux Malaises : femme au carosse
- 2014 : Toi et Moi : massothérapeute
- 2015 : Nouvelle Adresse : Évelyne
- 2015-2019 : Like-moi ! : divers rôles
- 2016-2018 : Les Simone : Élizabeth Lapierre
- 2017-2019 : O' : Mélanie Chambord
- 2019 : Les Invisibles : Alexandra Martel
- 2020 : C'est comme ça que je t'aime : Micheline Paquette
- 2021 : Entre Deux Draps : Virginie
- 2021 : Patrick Senécal présente : Laura
- 2022 : Chouchou : l'enquêtrice Asselin
- 2022 : Sans rendez-vous : Elisabeth
- 2022 : À la valdrague : Josiane
- 2023 : Avant le crash : Isabelle Grégoire

### Série Web
- Comment survivre au week-end (2014)
- Le Pool (2014)
- Thomas est nerveux (2015)
- La Pratique du loisir au Canada (2016)

## Doublage

### Téléfilms
- 2015 : Enquêtes gourmandes : Meurtre quatre étoiles : Kathleen (Lisa Marie DiGiacinto)[3]

## Théâtre
- Macbeth, Opéra de Montréal (2009)
- Le Cabaret biodégradable (2010-2011)
- L'Affaire Ronsolini, Utopia théâtre (2010-2011)
- Dinde et Farces : le cabaret de Noël, Théâtre du Party Chinois (2011)
- Maskontes, Théâtre en Petites Coupures (2011)
- De rage, Théâtre La Chapelle (2013)
- Le Voleur de membres, Festival du jamais lu (2013)
- Tranche-Cul, Espace Libre (2014)
- Pig, Théâtre Prospero (2013-2015)
- Trois, Centre du Théâtre d'Aujourd'hui (2014-2015)
- Queue cerise, Centre du Théâtre d'Aujourd'hui (2016)
- Toccate et Fugue, Centre du Théâtre d'Aujourd'hui (2016)
- Jusqu'où te mènera Montréal, Festival du jamais lu (2017)
- Le Songe d'une nuit d'été, Théâtre Denise-Pelletier (2018)
- Fendre les lacs, Aux Écuries et CNA (2016-2018)
- Atteintes à sa vie, Usine C (2020)
- Dans le nuage, Centre du Théâtre d'aujourd'hui, La Messe Basse (2021)

## Prix et distinction
- Gala des Oliviers (2019), nomination dans la catégorie Comédie télé de l'année pour Like-moi !
- Prix Gémeaux (2016, 2017, 2018, 2019), nomination dans la catégorie Meilleure interprétation : humour pour Like-moi !
- Prix Gémeaux (2016, 2017, 2018), nomination dans la catégorie Meilleur rôle de soutien féminin comédie pour Les Simone

## Famille
Karine Gonthier-Hyndman est la nièce de l'acteur-comédien James Hyndman.